# نورث فینچلی
نورث فینچلی (به انگلیسی: North Finchley) یک ناحیه و حومه شهر در بریتانیا است که در منطقه بارنت لندن واقع شده‌است.